# Tình dục không mô phỏng
Trong ngành công nghiệp điện ảnh, quan hệ tình dục không mô phỏng là việc mô tả trong một bộ phim các cảnh quan hệ tình dục trong đó các diễn viên tham gia vào một hành động tình dục thực sự chứ không chỉ bắt chước hoặc mô phỏng các hành động tình dục. Có một thời ở Hoa Kỳ, những cảnh như vậy bị hạn chế bởi luật pháp và các tiêu chuẩn công nghiệp tự áp đặt như Bộ luật Sản xuất Điện ảnh. Phim thể hiện hoạt động tình dục rõ ràng chỉ được giới hạn trong các phim ngầm được phân phối riêng, chẳng hạn như phim nam hoặc "phim khiêu dâm". Bắt đầu từ cuối những năm 1960, đáng chú ý nhất là Blue Movie của Andy Warhol, các bộ phim chính thống bắt đầu vượt qua ranh giới về những gì được trình chiếu trên màn ảnh. Mặc dù phần lớn các tình huống tình dục được mô tả trong điện ảnh chính thống là mô phỏng (trong phim khiêu dâm thời kỳ đầu, các diễn viên chính thực hiện hành vi quan hệ tình dục mô phỏng, có chèn hình ảnh trong phim), trong một số trường hợp hiếm hoi, các diễn viên tham gia vào quan hệ tình dục thực. Sự khác biệt giữa những bộ phim này và nội dung khiêu dâm là, trong khi những cảnh như vậy có thể được coi là dâm dục, mục đích của những bộ phim này không chỉ là khiêu dâm.
Ví dụ đáng chú ý bao gồm hai trong số tám bộ phim Bedside và sáu bộ phim Zodiac từ những năm 1970, tất cả đều được sản xuất ở Đan Mạch và có nhiều cảnh quan hệ tình dục khiêu dâm, nhưng vẫn được coi là phim chính thống, tất cả đều có dàn diễn viên và đoàn phim chính thống, và công chiếu sớm trong các rạp chiếu phim chính thống. Bộ phim cuối cùng trong số này, Đặc vụ 69 Jensen i Skyttens tegn, được thực hiện vào năm 1978. Từ cuối những năm 1970 cho đến cuối những năm 1990, hiếm khi thấy những cảnh phim tình dục hardcore trong điện ảnh chính thống, nhưng điều này đã thay đổi với thành công của The Idiots (1998) của Lars von Trier, báo trước một làn sóng phim nghệ thuật có nội dung rõ ràng, như Romance (1999), Baise-moi (2000), Intimacy (2001), The Brown Bunny (2003), và 9 Songs (2004). Một số cảnh quan hệ tình dục được mô phỏng đủ thực tế đến mức các nhà phê bình nhầm tưởng rằng chúng là thật, chẳng hạn như cảnh liếm âm hộ trong bộ phim Red Road năm 2006.